# Macrobrachium jaroense
Macrobrachium jaroense är en kräftdjursart som först beskrevs av Henry Chandler Cowles 1914.  Macrobrachium jaroense ingår i släktet Macrobrachium och familjen Palaemonidae. Inga underarter finns listade i Catalogue of Life.